# Maya Felicitas Gräfin von Schönburg-Glauchau
Maya Felicitas Gräfin von Schönburg-Glauchau (* 15. August 1958 in West-Berlin; † 27. Januar 2019 in München) war eine deutsche Persönlichkeit des öffentlichen Lebens. Sie war auch als Maya von Schönburg oder Maya Flick bekannt.

## Leben
Maria Felicitas Alexandra Albertina Assunta Anna Fernanda Beatrix Gräfin von Schönburg-Glauchau wurde im Berliner Ortsteil Steglitz geboren und war die Tochter von Joachim Graf von Schönburg-Glauchau und dessen erster Ehefrau Beatrix Széchenyi de Sárvár-Felsövidék (1930–2021). Sie hatte drei Geschwister, Gloria von Thurn und Taxis, Carl Alban von Schönburg (* 1966) und Alexander Graf von Schönburg-Glauchau, sowie eine Halbschwester aus der zweiten Ehe des Vaters mit Ursula Zwicker.
Ihr Vater war Journalist und arbeitete als Auslandskorrespondent für einen Rundfunksender. Im Auftrag des Auswärtigen Amtes zog die Familie nach Afrika, erst nach Togo und später nach Somalia. In Afrika besuchte Maya gemeinsam mit ihrer jüngeren Schwester Gloria Benediktinerinnenschulen, darunter eine italienische Missionsschule in Mogadischu. 1970 kehrte die Familie in die Bundesrepublik Deutschland zurück. Maya schloss an der Universität Bonn das Studium der Rechtswissenschaft mit dem ersten Staatsexamen ab und war Elisabeth von Wertherns Favoritin für die Nachfolge in der Geschäftsführung der Deutschen Parlamentarischen Gesellschaft in Bonn.
Maya von Schönburg war von 1985 bis 1993 mit dem Großunternehmer Friedrich Christian Flick verheiratet. Aus der Ehe gingen zwei Söhne und eine Tochter hervor (* 1986 Alexander, * 1988 Moritz, * 1989 Pilar), aus der späteren Beziehung mit Stephan Hipp eine weitere Tochter, * 2004 Carlotta. Bis 2011 lebte sie in England, zog dann nach Italien, wo bei ihr 2012 ein Lungenkarzinom diagnostiziert wurde. Sie starb 2019 im Haus ihrer Mutter in München und wurde auf ihren eigenen Wunsch am 2. Februar (Mariä Lichtmess), weil ihr Name Maria ist, auf dem Münchner Nordfriedhof beigesetzt. Auch die Grabstelle hatte sie selbst ausgesucht.